# Eberhard I. von der Mark
Eberhard I. Graf von der Mark († 4. Juli 1308 in Fröndenberg/Ruhr), Vogt zu Essen, war der erstgeborene Sohn von Graf Engelbert I. von der Mark († 1277) aus dessen erster Ehe mit Kunigunde von Blieskastel, einer Tochter von Graf Heinrich. Im Lexikon des Mittelalters wird er als „Everhard II., Graf von Mark, Graf von Altena“ genannt.

## Leben
Die erste Heirat fand um 1273 mit Irmgard von Berg, Tochter von Herzog Adolf IV. von Berg und Margarete von Hochstaden statt. Aus dieser Ehe gingen unter anderem hervor:
- Graf Engelbert II. von der Mark († 1328)
- Adolf II. von der Mark (* August 1288; † 3. November 1344), späterer Fürstbischof von Lüttich
- Konrad von der Mark (* zwischen 1291 und 1294; † 14. März 1353)

Die zweite Heirat erfolgte dann mit Marie von Looz.
Graf Eberhard kämpfte zeit seines Lebens gegen die Macht Kurkölns. Im Winter 1287/88 befreite er zuerst die von den Kölnern besetzte Limburg bei Hagen, belagerte anschließend erfolgreich die gegenüberliegende Raffenburg und zog von dort in die Schlacht von Worringen gegen den Kölner Erzbischof. Im Anschluss eroberte er die Stadt Werl und die Neue Isenburg in Essen. Hintergrund der Ereignisse war der Limburger Erbfolgestreit.
Sein Vasall Sobbo de Svirte machte Eberhard später die Hohenlimburg streitig.
Eberhard legte erste Ansätze einer Verwaltungsgliederung der Grafschaft Mark und gründete im Jahre 1301 die heutige Stadt Bergneustadt.
Das Hochgrab des Grafen Eberhard II. von der Mark und seiner Ehefrau Irmgard gehört zu den bedeutenden Kunstwerken der Stiftskirche Fröndenberg.